# Immanuel Benzinger
Immanuel Benzinger, född 1865 och död 1935, var en tysk teolog.
Benzinger blev docent i Berlin 1898 och var från 1912 professor på olika platser i Amerika. 1921 blev han professor i Riga i israelitisk religionshistoria och Gamla testamentets exegetik. Benzinger var ursprungligen anhängare av Julius Wellhausen, men övergick senare till panbabylonismen. Han har bland annat utgett Hebräische Archäologie (1894, 3:e upplagan 1927).